# El Ksour (jaciment)
El Ksour és un jaciment arqueològic de Tunísia a la governació de Siliana, uns 20 km al sud de Siliana, a la vora del llogaret de Ksour Toual. Té algunes restes romanes de la que fou la petita vila de Vicus Maracitanus. La principal edificació sembla un mausoleu i a l'entorn hi ha diverses restes disperses de les que no es pot veure l'estructura. El lloc més proper és Snad le Hdad.